# Aptostichus cajalco
Espèce
Aptostichus cajalco est une espèce d'araignées mygalomorphes de la famille des Euctenizidae.

## Distribution
Cette espèce est endémique de Californie aux États-Unis,. Elle se rencontre dans l'Ouest du comté de Riverside.

## Étymologie
Son nom d'espèce lui a été donné en référence au lieu de sa découverte, le canyon Cajalco.

## Publication originale
- Bond, 2012 : Phylogenetic treatment and taxonomic revision of the trapdoor spider genus Aptostichus Simon (Araneae, Mygalomorphae, Euctenizidae). ZooKeys, no 252, p. 1-209 (texte intégral).